# Luka Dobelšek
Luka Dobelšek (ur. 12 stycznia 1983 w Celje) – słoweński piłkarz ręczny, reprezentant Słowenii, rozgrywający.
W sezonach 2010/2011 i 2011/2012 występował w PGNiG Superlidze, w drużynie Orlen Wisły Płock. Wystąpił w barwach tego zespołu w 56 meczach (w tym w ośmiu w rozgrywkach międzynarodowych), zdobywając 111 goli.

## Sukcesy
- Mistrzostwa Słowenii:
  -  2009
  -  2004, 2005, 2007, 2010
  -  2002, 2003, 2006, 2008
- Puchar Słowenii:
  -  2003
- Mistrzostwa Polski:
  -  2011